# Sloane Square (metrostation)
Sloane Square is een station van de metro van Londen in de wijk Chelsea dat op 24 december 1868 werd geopend.

## Geschiedenis
Het station was in 1868 een van de stations aan het initiële deel van de District Railway (DR), de latere  District Line. De bouw van het station werd bemoeilijkt doordat de bedding van de Westbourne werd doorsneden. Deze rivier is de afwatering van Hampstead Heath naar de Theems en is in de stad goeddeels overkluisd, het enige bovengrondse stuk is de Serpentine in Hyde Park. De rivier liep vroeger onder de Knight's Bridge het gebied uit naar het zuiden, ter hoogte van het station werd een gietijzeren aquaduct boven de sporen gelegd.
De DR was van meet af in South Kensington verbonden met de Metropolitan Railway (MR) de latere Metropolitan Line. De bedrijven reden met eigen materieel over de sporen van de andere, deze gecomineerde dienst werd bekend als Inner Circle. Op 1 februari 1872 opende de DR een verbindingsboog in noordelijke richting vanaf Earl's Court naar de West London Extension Joint Railway (WLEJR, nu de West London Line ) met een station bij Addison Road (nu Kensington (Olympia)). Deze boog was het sluitstuk van de Outer Circle dienst die tussen Broad Street en Mansion House reed via de North London Railway, Willesden Junction, de West London Line en de District Line. 
Op 1 augustus 1872 begonnen de Hammersmith & City Railway (H&CR) en de DR met de Middle Circle- dienst tussen Moorgate en Mansion House via de H&CR en een aftakking bij Latimer Road naar Addison Road en aan de zuidkant via South Kensington en de sporen van DR. Van een echte cirkel was pas sprake op 6 oktober 1884 toen de sporen tussen Masion House en Tower Hill gereed waren. In 1900 werd de Middle Circle-service ingekort om te eindigen bij Earl's Court en op 31 december 1908 werd de Outer Circle-dienst op het DR deel gestaakt. DR had haar lijnen geëlektrificeerd uit concurrentie-overwegingen en vanaf 1905 stroomde het elektrische materieel in. De Circle Line werd pas in 1949 geformaliseerd met een eigen lijnkleur, geel, op de kaart. 

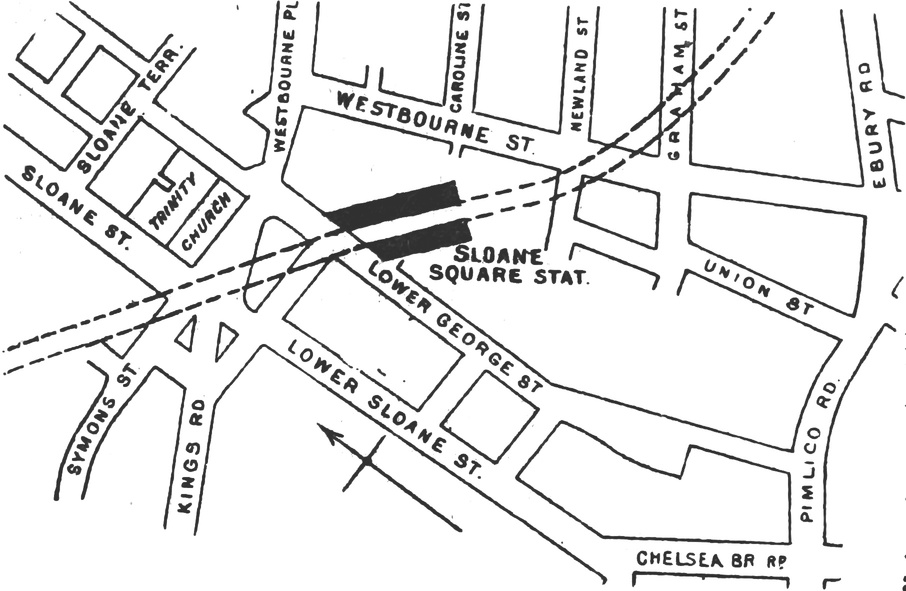
Station en omgeving in 1888
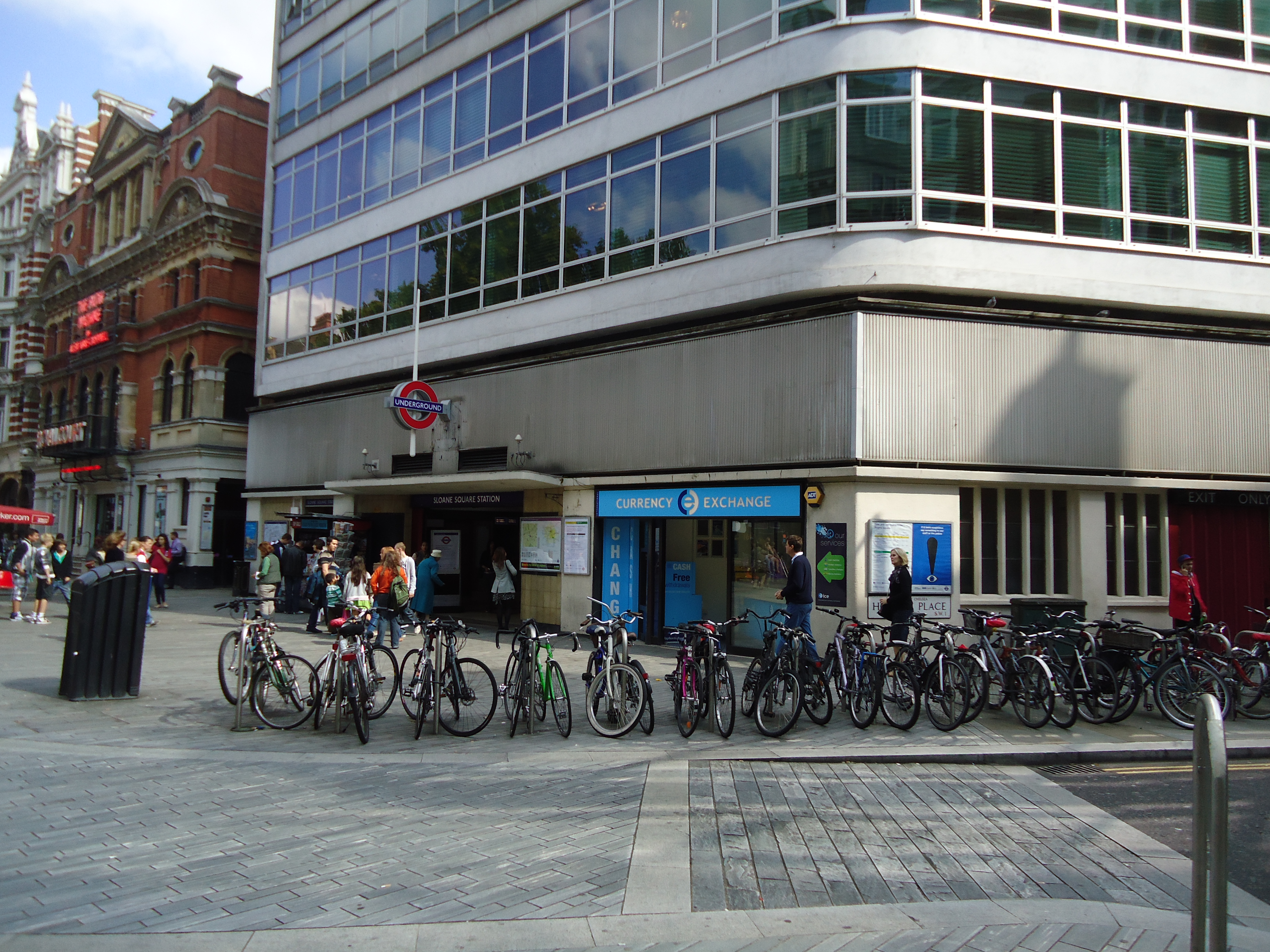
Het stationsgebouw aan Sloane Square
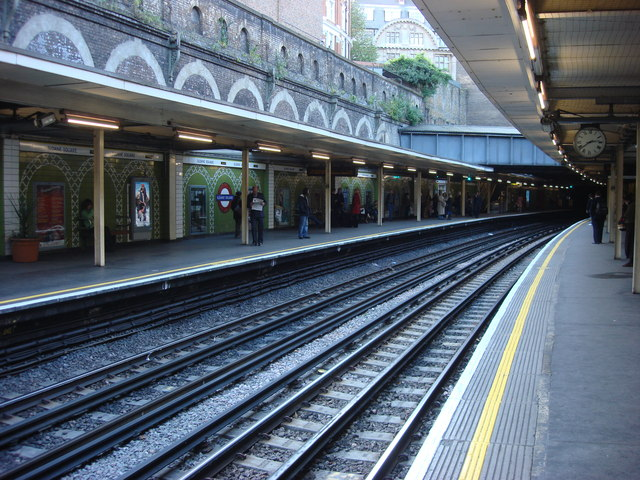
De perrons en sporen gezien uit het oosten

## Ligging en inrichting
De ingang van het station bevindt zich aan de oostzijde van Sloane Square. Naast het station ligt het Royal Court Theatre en voor de winkels op King's Road, het warenhuis Peter Jones en de Cadogan Hall is het het dichtstbijzijnde station. In de jaren dertig van de twintigste eeuw werd het stationsgebouw herbouwd in de toen moderne stijl waarbij ook roltrappen tussen de perrons en de stationshal werden geplaatst. Het nieuwe station had een kort bestaan omdat in november 1940 een Duitse bom het station raakte. Dit bombardement eiste 37 mensenlevens en 79 reizigers in een metrostel raakten gewond, daarnaast werden de stationshal, de roltrappen en het glazen dak boven de sporen verwoest. In 1951 werd het station herbouwd in dezelfde stijl als van de jaren dertig zonder dat echter het glazen dak werd hersteld. Later werd een kantoorgbouw boven de stationshal toegevoegd. In 1985 sloot de pub The Hole in the Wall die sinds 1868 op het perron voor de metro's naar het oosten gevestigd was.
Sloane Square was lange tijd in beeld als overstappunt op de Chelsea-Hackney Line. Deze lijn is in 2015 opgegaan in de plannen voor Crossrail 2 waar Sloane Square geen deel meer vanuit maakt. Sloane Square en South Kensington worden genoemd in het nummer "When you're lying awake " uit de operette Iolanthe van Gilbert en Sullivan.

## Incidenten
- Op 5 april 1960 pleegde Peter Llewelyn Davies zelfmoord door voor de metro te springen toen deze het station binnenreed. Hij kon niet verkroppen dat hij werd geassocieerd met het gelijknamige personage uit Peter Pan,  The Boy Who Wouldn't Grow Up. De schrijver, J.M.Barrie, baseerde in 1904 zijn personages op de Llewelyn Davies-boys.
- Op 26 december 1973 ontplofte een bom in de telefooncel bij de kaartverkoop zonder dat er gewonden vielen.

Hammersmith · 
Goldhawk Road · 
Shepherd's Bush Market · 
Wood Lane · 
Latimer Road · 
Ladbroke Grove · 
Westbourne Park · 
Royal Oak · 
Paddington · 
Edgware Road · 
Baker Street · 
Great Portland Street · 
Euston Square · 
King's Cross St. Pancras · 
Farringdon · 
Barbican · 
Moorgate · 
Liverpool Street · 
Aldgate · 
Tower Hill · 
Monument · 
Cannon Street · 
Mansion House · 
Blackfriars · 
Temple · 
Embankment · 
Westminster · 
St. James's Park · 
Victoria · 
Sloane Square · 
South Kensington · 
Gloucester Road · 
High Street Kensington · 
Notting Hill Gate · 
Bayswater · 
Paddington · 
Edgware Road